# Eppley Airfield

i7
i11
i13
Das Eppley Airfield ist ein Flughafen in Omaha und der größte Flughafen im US-Bundesstaat Nebraska.

## Lage und Verkehrsanbindung
Der Flughafen liegt im östlichen Omaha am Westufer des Missouri River, der gleichzeitig die Grenze zwischen Nebraska und Iowa bildet. Durch eine geographische Besonderheit ist der Flughafen fast vollständig vom Staatsgebiet Iowas umschlossen: Eine südwestlich des heutigen Flughafens liegende Flussschlinge wurde bei einer Flut im Jahr 1877 durchbrochen. Der Oberste Gerichtshof der Vereinigten Staaten entschied 1892, dass das dabei entstehende Gebiet der heutigen Stadt Carter Lake weiterhin zu Iowa gehört.
Fünf Kilometer westlich des Flughafens verläuft der U.S. Highway 75. Außerdem verlaufen fünf Kilometer südlich die Interstate 480 und der U.S. Highway 6. Des Weiteren wird der Flughafen von der Buslinie 16 der Metro Area Transit bedient.

## Geschichte
Die Eppley Foundation des Hotelier Eugene C. Eppley stellte nach dessen Tod im Jahr 1958 1 Million Dollar (entspricht 9,4 Millionen Dollar in heutiger Kaufkraft) zur Verfügung, um den vorhandenen Omaha Municipal Airport zu modernisieren; Eppley zu ehren erhielt der Flughafen auch seinen heutigen Namen.

## Flughafenanlagen

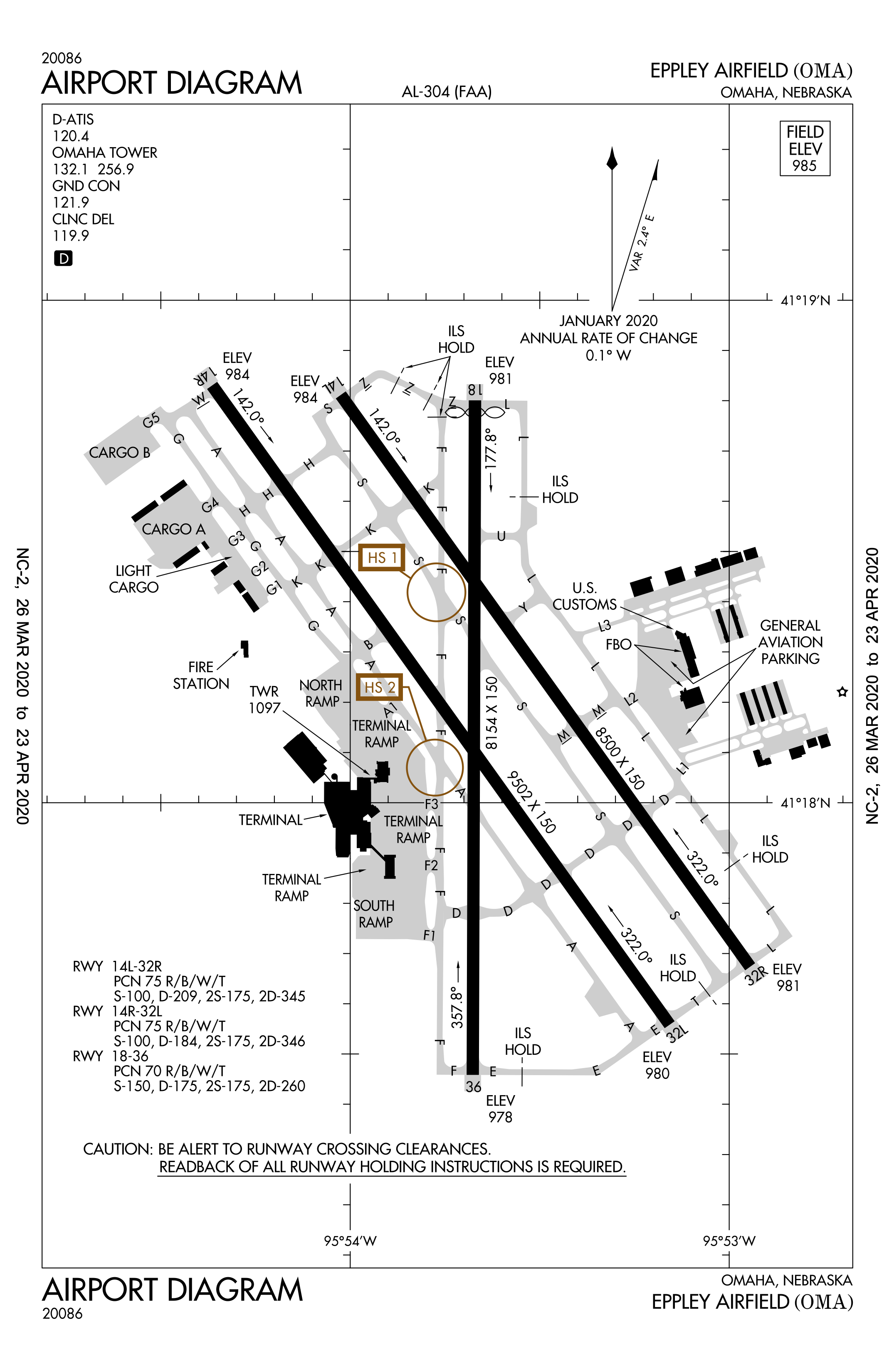
Flughafendiagramm

Das Eppley Airfield erstreckt sich über 1072 Hektar.

### Start- und Landebahnen
Das Eppley Airfield verfügt über drei Start- und Landebahnen. Die Start- und Landebahn 14R/32L ist 2896 Meter lang und 46 Meter breit, während die parallele Start- und Landebahn 14L/32R 2591 Meter lang und 46 Meter breit ist. Die Querwindbahn 18/36 ist 2485 Meter lang und 46 Meter breit. Der Belag aller Start- und Landebahnen besteht aus Beton. Die Landebahnen 14R und 32R sind mit Instrumentenlandesystemen der Kategorie IIIb ausgestattet, während die restlichen Landebahnen nur über Instrumentenlandesysteme der Kategorie I verfügen.

### Passagierterminal

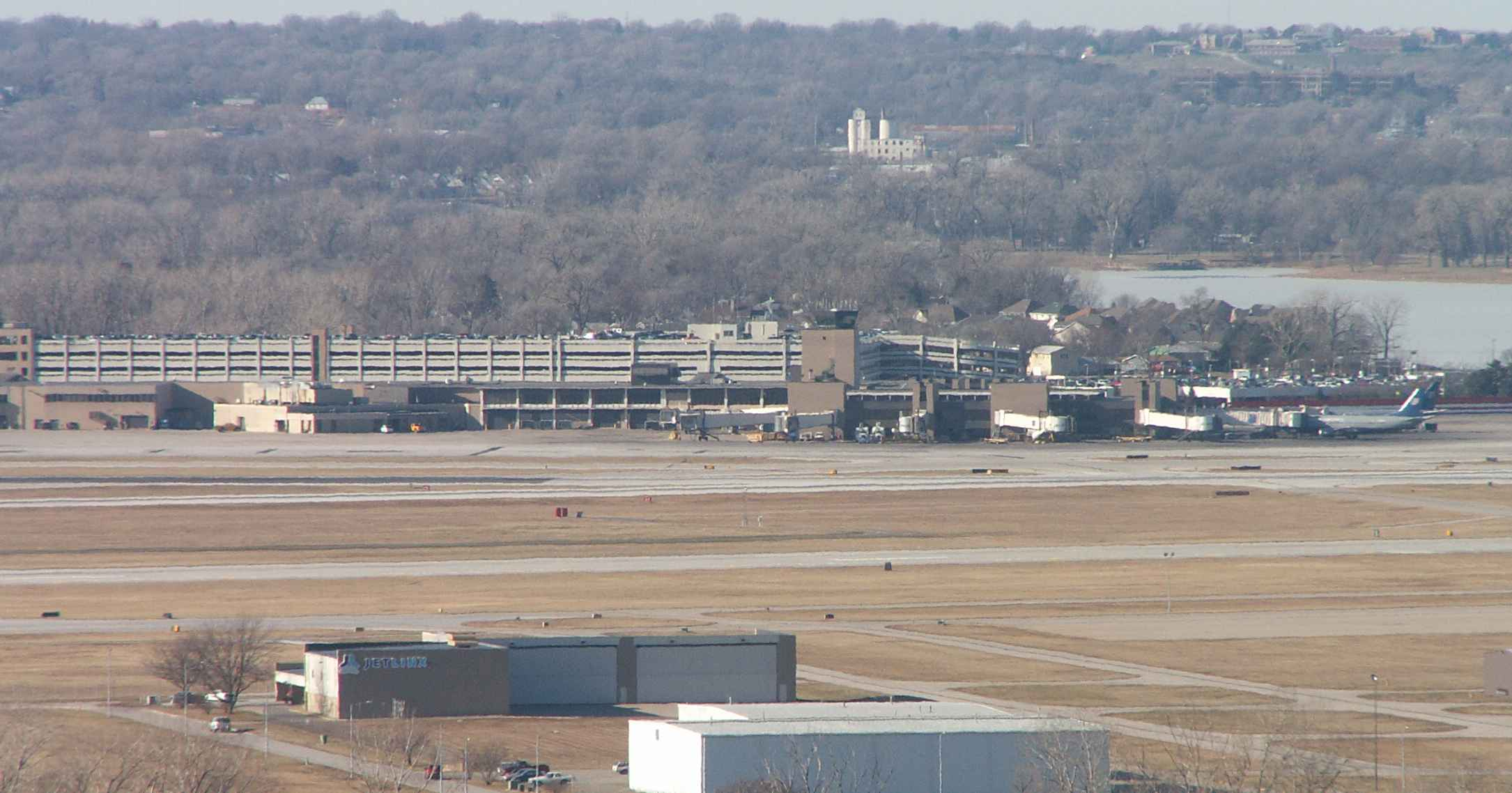
Außenansicht des Passagierterminals

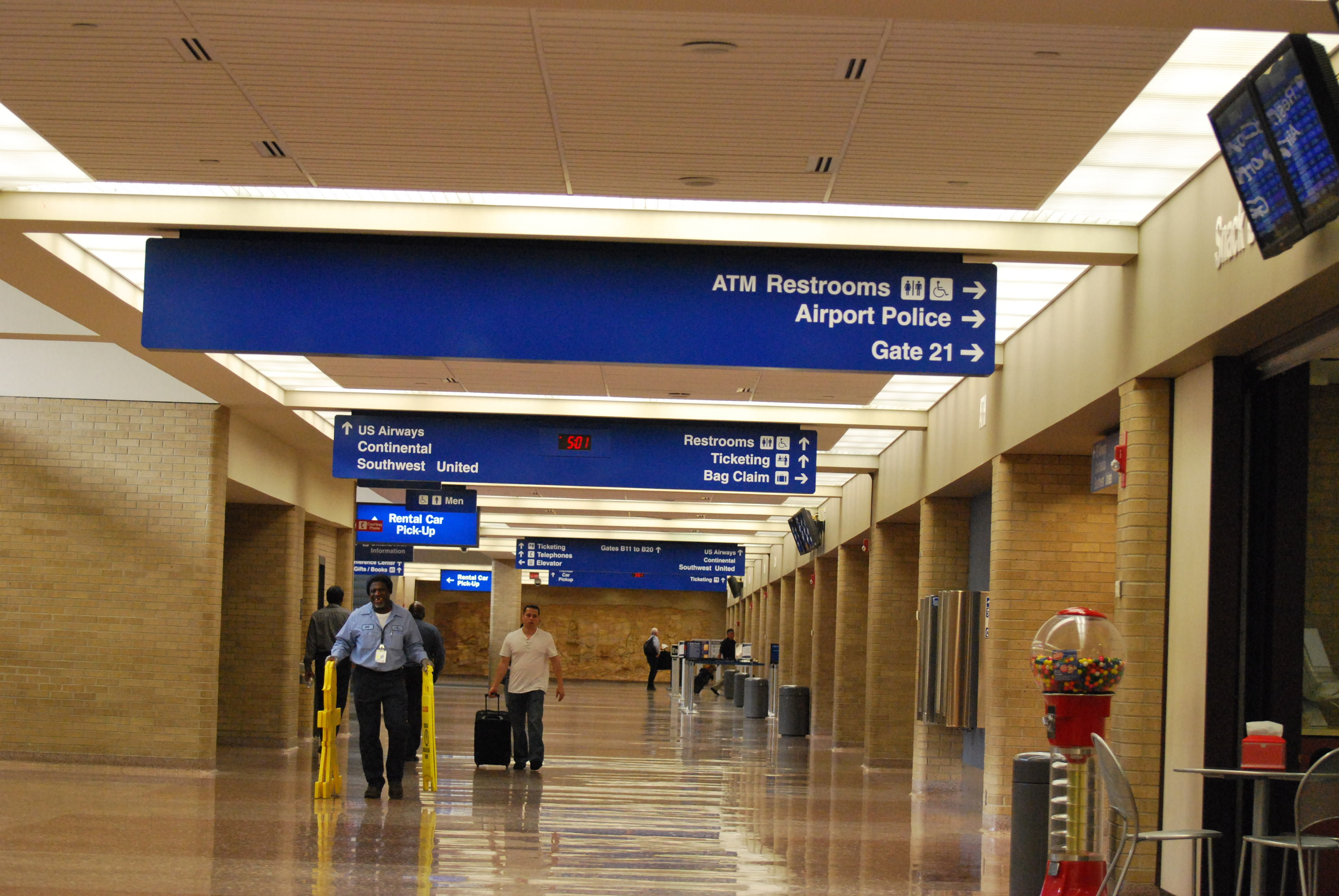
Innenansicht des Passagierterminals

Das Eppley Airfield verfügt über ein Passagierterminal, dieses liegt an der westlichen Seite des Flughafengeländes. An den Enden des Terminals befinden sich die Concourses A und B, welche jeweils mit zehn Flugsteigen und ebenso vielen Fluggastbrücken ausgestattet sind. Insgesamt hat das Passagierterminal eine Fläche von 34.188 Quadratmetern.

## Fluggesellschaften und Ziele
Im Jahr 2019 nutzten rund 5,02 Millionen Passagiere das Eppley Airfield, die größten Fluggesellschaften waren Southwest Airlines, Delta Air Lines (einschließlich Delta Connection), American Airlines (einschließlich American Eagle) und United Airlines (einschließlich United Express). Es bestehen Linienflugverbindungen zu 33 Zielen innerhalb der Vereinigten Staaten.

## Verkehrszahlen
| Jahr | Fluggast aufkommen | Luftfracht (Tonnen) (mit Luftpost) | Flugbewegungen (mit Militär) |
| ---- | ------------------ | ---------------------------------- | ---------------------------- |
| 1999 | 3.773.592          | 113.024                            | 188.216                      |
| 2000 | 3.814.440          | 114.291                            | 167.879                      |
| 2001 | 3.653.521          | 98.474                             | 143.973                      |
| 2002 | 3.608.231          | 91.190                             | 143.710                      |
| 2003 | 3.667.190          | 89.057                             | 141.406                      |
| 2004 | 3.868.217          | 91.782                             | 143.149                      |
| 2005 | 4.193.046          | 87.264                             | 144.150                      |
| 2006 | 4.229.856          | 85.569                             | 140.716                      |
| 2007 | 4.421.274          | 85.982                             | 136.092                      |
| 2008 | 4.370.137          | 79.352                             | 119.935                      |
| 2009 | 4.217.718          | 70.967                             | 111.155                      |
| 2010 | 4.287.428          | 69.437                             | 111.075                      |
| 2011 | 4.212.399          | 65.157                             | 108.844                      |
| 2012 | 4.127.344          | 62.559                             | 103.651                      |
| 2013 | 4.042.333          | 65.411                             | 98.425                       |
| 2014 | 4.119.730          | 51.353                             | 97.378                       |
| 2015 | 4.169.467          | 54.580                             | 95.544                       |
| 2016 | 4.349.486          | 64.457                             | 96.257                       |
| 2017 | 4.611.906          | 67.334                             | 96.624                       |
| 2018 | 5.043.194          | 69.939                             | 101.510                      |
| 2019 | 5.023.668          | 69.961                             | 98.571                       |

### Verkehrsreichste Strecken
| Rang | Stadt                             | Passagiere | Fluggesellschaft            |
| ---- | --------------------------------- | ---------- | --------------------------- |
| 01   | Denver, Colorado                  | 289.110    | Frontier, Southwest, United |
| 02   | Chicago–O’Hare, Illinois          | 242.610    | American, United            |
| 03   | Atlanta, Georgia                  | 224.840    | Delta, Southwest            |
| 04   | Chicago–Midway, Illinois          | 162.340    | Southwest                   |
| 05   | Dallas/Fort Worth, Texas          | 159.560    | American                    |
| 06   | Phoenix–Sky Harbor, Arizona       | 154.400    | American, Southwest         |
| 07   | Las Vegas, Nevada                 | 146.560    | Frontier, Southwest         |
| 08   | Minneapolis/Saint Paul, Minnesota | 127.640    | Delta                       |
| 09   | St. Louis, Missouri               | 107.110    | Southwest                   |
| 10   | Houston–Bush, Texas               | 77.920     | United                      |

## Zwischenfälle
- Am 6. Dezember 1978 stürzte eine Douglas DC-6 der Fuerza Aérea Mexicana (Luftfahrzeugkennzeichen MexAF TP-0203) aufgrund eines Triebwerksbrandes während des Starts in einen 800 Meter nördlich des Flughafens gelegenen Hochwasserschutzdamm, wo sie explodierte und noch mehrere Stunden lang brannte. Dabei kamen alle sieben Personen an Bord ums Leben. Das Flugzeug hatte sich drei Tage lang zur Reparatur in Omaha befunden und sollte nach San Antonio fliegen, allerdings trat beim Abflug noch immer Öl aus einem Triebwerk aus.[5]

- Am 13. Mai 2001 wurde eine Boeing 727-222 der United Airlines (N7274U), die ohne Insassen auf dem Omaha-Eppley Airfield geparkt war, zusammen mit anderen Flugzeugen durch einen Hagelsturm so schwer beschädigt, dass eine Reparatur unwirtschaftlich gewesen wäre.[6]